# ثنائي ميثيل بروبيونات السلفونيوم
ثنائي ميثيل بروبيونات السلفونيوم (اختصاراً DMSP) هو مركب كبريت عضوي من أملاح السلفونيوم صيغته C5H10O2S، ويوجد على شكل صلب أبيض مسترطب ذي رائحة مميزة.

## الوفرة الطبيعية
يوجد هذا المركب بشكل طبيعي على شكل مستقلب داخل بعض الأحياء البحرية مثل العوالق النباتية والأعشاب البحرية، حيث يلعب أدوراً وظيفية متنوعة.
عثر عليه أول مرة داخل نوع من أنواع الطحالب الحمراء اسمه Polysiphonia lanosa.

## الاصطناع الحيوي
يصطنع المركب حيوياً انطلاقاً من S-ميثيل الميثيونين؛ في حين أن الطحالب تسلك طريقاً بإزالة المجموعة الأمينية من الميثيونين.